# Graemontia
Genre
Graemontia est un genre d'opilions laniatores de la famille des Triaenonychidae.

## Distribution
Les espèces de ce genre sont endémiques d'Afrique du Sud.

## Liste des espèces
Selon World Catalogue of Opiliones (27/05/2021) :
- Graemontia bicornigera Lawrence, 1963
- Graemontia bifidens Lawrence, 1931
- Graemontia decorata Lawrence, 1938
- Graemontia dentichelis Lawrence, 1931
- Graemontia erecta Kauri, 1961
- Graemontia natalensis Lawrence, 1937
- Graemontia viridiceps Kury, 2006

## Publication originale
- Staręga, 1992 : « An annotated check-list of harvestmen, excluding Phalangiidae, of the Afrotropical Region (Opiliones). » Annals of the Natal Museum, vol. 33, no 2, p. 271–336 (texte intégral).